# 도자기 하마 윌리엄
윌리엄(영어: William the Faience Hippopotamus)은 뉴욕시 메트로폴리탄 미술관에 소장된 하마 형태의 소형 조각품으로, 메트로폴리탄 미술관의 마스코트 역할을 하는 전시물이다. 이집트의 메이르에 소재하는 상이집트의 능묘 유적의 통로에서 출토되었으며, 제작된 시대는 이집트 중왕국의 세누스레트 1세·세누스레트 2세 시기였던 것으로 추정된다. 길이가 20cm 남짓한 하늘색 파이앙스 도자기 공예품으로, 앙증맞은 외형과 더불어 여러 부분에서 이집트 시대 예술품의 특색을 잘 드러내고 있어 유명하다.